# Valerietta hreblayi
Valerietta hreblayi is een vlinder uit de familie uilen (Noctuidae). De wetenschappelijke naam is voor het eerst geldig gepubliceerd in 2006 door Beshkov.
De soort komt voor in Europa.